# Резня в Лашине
Резня в Лашине (фр. Massacre de Lachine) — событие в ходе Бобровых войн, произошедшее, когда 1500 воинов-ирокезов неожиданно напали на небольшое, насчитывавшее всего 375 жителей поселение Лашин, Новая Франция, на верхней оконечности острова Монреаль, утром 5 августа 1689 года.
Нападение было вызвано растущим недовольством ирокезов увеличившимся числом вторжений французов на их территорию и было воодушевлено поселенцами Новой Англии, видевшими в этом способ использовать военную силу против Новой Франции. В результате нападения значительная часть поселения Лашин была уничтожена пожаром, а многие из его жителей были взяты в плен или убиты.